# Purus

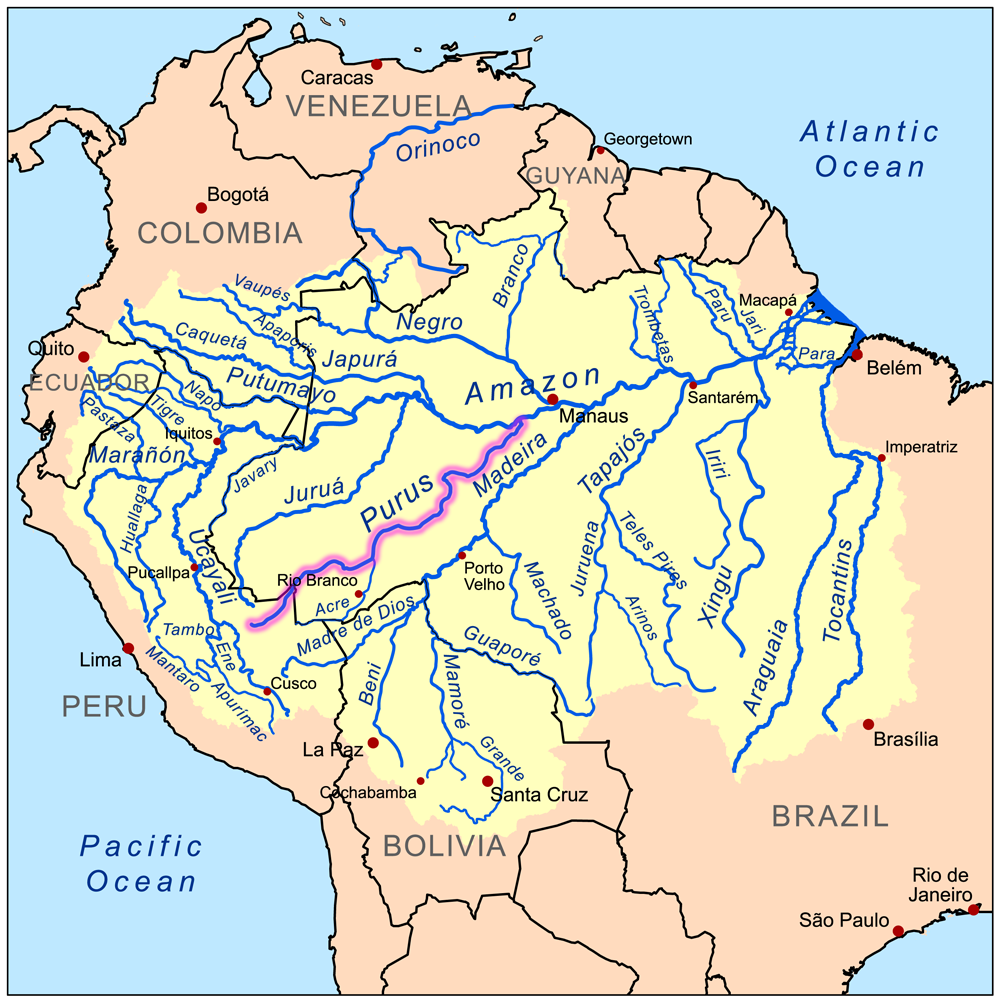
Purus-flodens läge i Amazonas.

Purus är en biflod till Amazonfloden. Dess avrinningsområde omfattar 63 166 km² och genomsnittsflödet uppgår till 8 400 m³/s. Floden rinner upp i Peru på Andernas östsluttningar och flyter genom en extremt flack terräng. 950 km från mynningen är höjden över havet endast 33 m. Purus är en av jordens mest meandrande floder varför dess exakta längd är svår att mäta. Den är i vilket fall som helst ett av Amazonflodens längsta biflöden med en längd av ca 3000 km och utmynnar väster om Manaus i Brasilien. I praktiken utgör den snarast en strömfåra i en tidvis mer eller mindre översvämmad omgivning.